# Далас
Далас (енгл. Dallas) град је у америчкој савезној држави Тексас. Трећи је по величини град у држави Тексас, девети по величини у САД. По попису становништва из 2020. у њему је живело 1.304.379 становника.
Далас је основан 1841. године, а званично је постао град 2. фебруара 1856. године. Познат је као центар телекомуникација, рачунарске технологије, банкарства, као и саобраћаја.

## Географија
Далас је седиште округа Далас. Неки делови града прелазе у суседне округе Колин, Дентон, Кофман и Роквол. Град има укупно површину од 997,1 km², од тога 887,1 km² је земља, а 110,1 km² (11,03%) је вода. Далас чини једну петину од много већег урбанизованог подручја познатог као Далас/Форт Ворт Метроплекс (енгл. Dallas/Fort Worth Metroplex) у којој живи четвртина свих Тексашана.

### Клима
Далас има влажну суптропску климу, иако се налази у регији која је углавном за примање топлог ваздуха, суви ветрови са севера и запада у лето доносе температуре и преко 38 °C (100 °F).
Највећа досад забележена температура у граду је била 45 °C (113 °F), док је најнижа била −18,9 °C (−2,0 °F). Просечна најнижа температура у Даласу је 14 °C (57 °F), а просечна највиша у Даласу је 25 °C (77 °F). Далас прима око 942,3 мм (37,1 инча) кише годишње.
| Клима Дагласа (Лав Филд), 1991–2020 нормале, екстреми 1913–садашњост            | Клима Дагласа (Лав Филд), 1991–2020 нормале, екстреми 1913–садашњост | Клима Дагласа (Лав Филд), 1991–2020 нормале, екстреми 1913–садашњост | Клима Дагласа (Лав Филд), 1991–2020 нормале, екстреми 1913–садашњост | Клима Дагласа (Лав Филд), 1991–2020 нормале, екстреми 1913–садашњост | Клима Дагласа (Лав Филд), 1991–2020 нормале, екстреми 1913–садашњост | Клима Дагласа (Лав Филд), 1991–2020 нормале, екстреми 1913–садашњост | Клима Дагласа (Лав Филд), 1991–2020 нормале, екстреми 1913–садашњост | Клима Дагласа (Лав Филд), 1991–2020 нормале, екстреми 1913–садашњост | Клима Дагласа (Лав Филд), 1991–2020 нормале, екстреми 1913–садашњост | Клима Дагласа (Лав Филд), 1991–2020 нормале, екстреми 1913–садашњост | Клима Дагласа (Лав Филд), 1991–2020 нормале, екстреми 1913–садашњост | Клима Дагласа (Лав Филд), 1991–2020 нормале, екстреми 1913–садашњост | Клима Дагласа (Лав Филд), 1991–2020 нормале, екстреми 1913–садашњост |
| Показатељ \ Месец                                                               | .Јан.                                                                | .Феб.                                                                | .Мар.                                                                | .Апр.                                                                | .Мај.                                                                | .Јун.                                                                | .Јул.                                                                | .Авг.                                                                | .Сеп.                                                                | .Окт.                                                                | .Нов.                                                                | .Дец.                                                                | .Год.                                                                |
| ------------------------------------------------------------------------------- | -------------------------------------------------------------------- | -------------------------------------------------------------------- | -------------------------------------------------------------------- | -------------------------------------------------------------------- | -------------------------------------------------------------------- | -------------------------------------------------------------------- | -------------------------------------------------------------------- | -------------------------------------------------------------------- | -------------------------------------------------------------------- | -------------------------------------------------------------------- | -------------------------------------------------------------------- | -------------------------------------------------------------------- | -------------------------------------------------------------------- |
| Апсолутни максимум, °C (°F)                                                     | 31 (88)                                                              | 35 (95)                                                              | 36 (97)                                                              | 38 (100)                                                             | 39 (103)                                                             | 44 (112)                                                             | 44 (112)                                                             | 44 (111)                                                             | 43 (110)                                                             | 38 (100)                                                             | 33 (92)                                                              | 32 (89)                                                              | 44 (112)                                                             |
| Средњи максимум, °C (°F)                                                        | 24,8 (76,7)                                                          | 26,9 (80,5)                                                          | 29,9 (85,9)                                                          | 31,7 (89,0)                                                          | 35 (95,0)                                                            | 37,2 (98,9)                                                          | 39,8 (103,6)                                                         | 40,1 (104,1)                                                         | 37,3 (99,1)                                                          | 33,6 (92,5)                                                          | 28,3 (82,9)                                                          | 25,5 (77,9)                                                          | 40,8 (105,5)                                                         |
| Максимум, °C (°F)                                                               | 14,3 (57,7)                                                          | 16,7 (62,0)                                                          | 21,1 (69,9)                                                          | 25,2 (77,4)                                                          | 29,4 (84,9)                                                          | 33,7 (92,7)                                                          | 36,1 (96,9)                                                          | 36,2 (97,1)                                                          | 32,2 (90,0)                                                          | 26,4 (79,5)                                                          | 19,9 (67,8)                                                          | 15,1 (59,2)                                                          | 25,5 (77,9)                                                          |
| Минимум, °C (°F)                                                                | 3,3 (37,9)                                                           | 5,5 (41,9)                                                           | 9,7 (49,4)                                                           | 13,8 (56,8)                                                          | 18,9 (66,0)                                                          | 23,2 (73,8)                                                          | 25,4 (77,7)                                                          | 25,2 (77,4)                                                          | 21,2 (70,1)                                                          | 14,8 (58,7)                                                          | 8,8 (47,8)                                                           | 4,3 (39,8)                                                           | 14,5 (58,1)                                                          |
| Средњи минимум, °C (°F)                                                         | −5,3 (22,5)                                                          | −3,1 (26,5)                                                          | −0,5 (31,1)                                                          | 5,2 (41,3)                                                           | 11,1 (52,0)                                                          | 17,9 (64,2)                                                          | 21,6 (70,8)                                                          | 20,8 (69,4)                                                          | 13,8 (56,8)                                                          | 5,6 (42,0)                                                           | −0,4 (31,2)                                                          | −3,8 (25,1)                                                          | −7,2 (19,1)                                                          |
| Апсолутни минимум, °C (°F)                                                      | −19 (−3)                                                             | −17 (2)                                                              | −12 (11)                                                             | −1 (30)                                                              | 4 (39)                                                               | 12 (53)                                                              | 13 (56)                                                              | 14 (57)                                                              | 2 (36)                                                               | −3 (26)                                                              | −8 (17)                                                              | −17 (1)                                                              | −19 (−3)                                                             |
| Количина падавинаmm (in)                                                        | 65,8 (2,59)                                                          | 70,6 (2,78)                                                          | 87,6 (3,45)                                                          | 80 (3,15)                                                            | 116,1 (4,57)                                                         | 97,3 (3,83)                                                          | 43,4 (1,71)                                                          | 55,6 (2,19)                                                          | 78,7 (3,10)                                                          | 121,7 (4,79)                                                         | 74,4 (2,93)                                                          | 82 (3,23)                                                            | 973,3 (38,32)                                                        |
| Количина снега, cm (in)                                                         | 0,3 (0,1)                                                            | 2,3 (0,9)                                                            | 0,8 (0,3)                                                            | 0 (0)                                                                | 0 (0)                                                                | 0 (0)                                                                | 0 (0)                                                                | 0 (0)                                                                | 0 (0)                                                                | 0 (0)                                                                | 0,3 (0,1)                                                            | 0,8 (0,3)                                                            | 4,3 (1,7)                                                            |
| Дани са падавинама (≥ 0.01 in)                                                  | 7,0                                                                  | 6,9                                                                  | 8,1                                                                  | 7,3                                                                  | 9,4                                                                  | 7,3                                                                  | 4,9                                                                  | 5,1                                                                  | 5,6                                                                  | 7,2                                                                  | 6,5                                                                  | 6,9                                                                  | 82,2                                                                 |
| Дани са снегом (≥ 0.1 in)                                                       | 0,4                                                                  | 0,5                                                                  | 0,2                                                                  | 0                                                                    | 0                                                                    | 0                                                                    | 0                                                                    | 0                                                                    | 0                                                                    | 0                                                                    | 0,1                                                                  | 0,3                                                                  | 1,5                                                                  |
| Релативна влажност, %                                                           | 67,5                                                                 | 66,4                                                                 | 63,7                                                                 | 65,3                                                                 | 69,7                                                                 | 65,8                                                                 | 59,8                                                                 | 59,5                                                                 | 66,5                                                                 | 65,7                                                                 | 67,4                                                                 | 67,5                                                                 | 65,4                                                                 |
| Сунчани сати — месечни просек                                                   | 183,5                                                                | 178,3                                                                | 227,7                                                                | 236,0                                                                | 258,4                                                                | 297,8                                                                | 332,4                                                                | 304,5                                                                | 246,2                                                                | 228,1                                                                | 183,8                                                                | 173,0                                                                | 2.849,7                                                              |
| Сунчано време — месечни проценти                                                | 58                                                                   | 58                                                                   | 61                                                                   | 61                                                                   | 60                                                                   | 69                                                                   | 76                                                                   | 74                                                                   | 66                                                                   | 65                                                                   | 59                                                                   | 56                                                                   | 64                                                                   |
| UV индекс                                                                       | 3                                                                    | 5                                                                    | 7                                                                    | 9                                                                    | 10                                                                   | 10                                                                   | 10                                                                   | 10                                                                   | 8                                                                    | 6                                                                    | 4                                                                    | 3                                                                    | 7,1                                                                  |
| Извор #1: NOAA (sun, relative humidity, and dew point 1961–1990 at DFW Airport) |                                                                      |                                                                      |                                                                      |                                                                      |                                                                      |                                                                      |                                                                      |                                                                      |                                                                      |                                                                      |                                                                      |                                                                      |                                                                      |
| Извор #2: Weather Atlas (Average UV index)                                      |                                                                      |                                                                      |                                                                      |                                                                      |                                                                      |                                                                      |                                                                      |                                                                      |                                                                      |                                                                      |                                                                      |                                                                      |                                                                      |

## Становништво
Према попису становништва из 2010. у граду је живело 1.197.816 становника, што је 9.236 (0,8%) становника више него 2000. године.
|                   | 2020.              | 2010.              | 2000.              |
| Укупно            | 1 304 379 (100,0%) | 1 197 816 (100,0%) | 1 188 580 (100,0%) |
| Хиспаноамериканци | 551 174 (42,26%)   | 507 309 (42,35%)   | 422 587 (35,55%)   |
| Белци             | 366 393 (28,09%)   | 34 520 (2,882%)    | 410 777 (34,56%)   |
| Афроамериканци    | 298 764 (22,90%)   | 298 993 (24,96%)   | 307 957 (25,91%)   |
| Азијати           | 47 820 (3,666%)    | 34 263 (2,860%)    | 32 118 (2,702%)    |
| Остали            | 40 228 (3,084%)    | 322 731 (26,94%)   | 15 141 (1,274%)    |

## Партнерски градови
Градови побратими Даласа су:
- Брно, Чешка
- Дижон, Француска
- Монтереј, Мексико
- Рига, Летонија
- Кардиф, Уједињено Краљевство
- Киркук, Ирак
- Саратов, Русија[17]
- Тајпеј, Тајван
- Сендај, Јапан
- Тјенцин, Кина
- Хајдерабад, Индија